# Jacob Dane

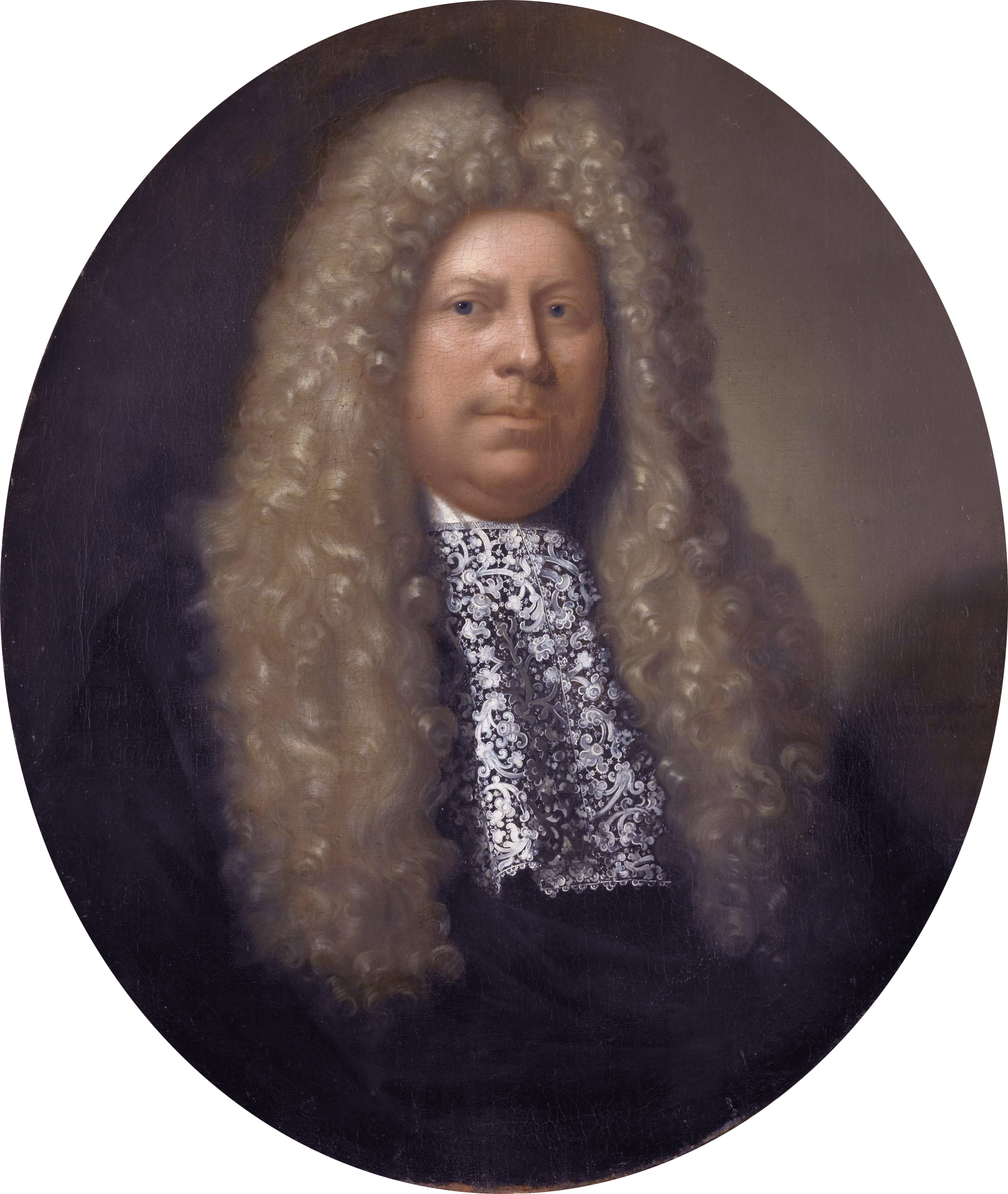
Jacob Dane

Jacob Dane (circa 1638 - 1699) was bewindvoerder van de VOC kamer in Rotterdam.

## Levensloop
Dane was van 1689 tot zijn dood in 1699 bewindvoerder van de VOC kamer in Rotterdam. Het portret, dat de Rotterdamse schilder Pieter van der Werff tussen 1695 en 1722 van hem maakte is tegenwoordig in het bezit van het Rijksmuseum. Het behoort tot een reeks portretten van bewindvoerders van de VOC te Rotterdam afkomstig uit het Oostindië Huis aan de Boompjes.